# Liste der Baudenkmale in Groß Kordshagen
In der Liste der Baudenkmale in Groß Kordshagen sind alle Baudenkmale der Gemeinde Groß Kordshagen im Landkreis Vorpommern-Rügen und ihrer Ortsteile aufgelistet. Grundlage ist die Veröffentlichung der Denkmalliste des Landkreises Vorpommern-Rügen, Auszug aus der Kreisdenkmalliste vom Juli 2012 und März 2016.

## Flemendorf
| ID   | Lage                      | Bezeichnung                         | Beschreibung | Bild                |
| ---- | ------------------------- | ----------------------------------- | ------------ | ------------------- |
| 302  | Barther Straße 15 (Karte) | Friedhofskapelle auf neuem Friedhof |              |                     |
| 303F | Barther Straße 5 (Karte)  | Gutsanlage (Katen)                  |              |                     |
| 304  | Karnier Weg 1 (Karte)     | Kirche mit Friedhof                 |              | Kirche mit Friedhof |
| 303B | Karniner Weg              | Gutsanlage (Stallscheune)           |              |                     |
| 303C | Karniner Weg              | Gutsanlage (Stallscheune)           |              |                     |
| 303D | Karniner Weg 14 (Karte)   | Gutsanlage (Scheune)                |              |                     |
| 303E | Karniner Weg 15 (Karte)   | Gutsanlage (Scheune)                |              |                     |
| 303A | Karniner Weg 8 (Karte)    | Gutsanlage (Gutshaus)               |              |                     |

## Lüssow
| ID  | Lage                   | Bezeichnung                               | Beschreibung | Bild                                      |
| --- | ---------------------- | ----------------------------------------- | ------------ | ----------------------------------------- |
| 533 | Klein Kordshagen-Hof 8 | Gutsanlage mit Gutshaus und Lindenrondell |              | Gutsanlage mit Gutshaus und Lindenrondell |

## Niepars
| ID    | Lage                 | Bezeichnung                          | Beschreibung | Bild                |
| ----- | -------------------- | ------------------------------------ | ------------ | ------------------- |
| 10305 | Arbshagen 13 (Karte) | Windkraftschöpfwerk                  |              | Windkraftschöpfwerk |
| 10449 | Hofallee 6 (Karte)   | Gutsanlage mit Gutshaus und Hofallee |              |                     |

## Quelle
- Denkmalliste des Landkreises Vorpommern-Rügen